# Pälsfår

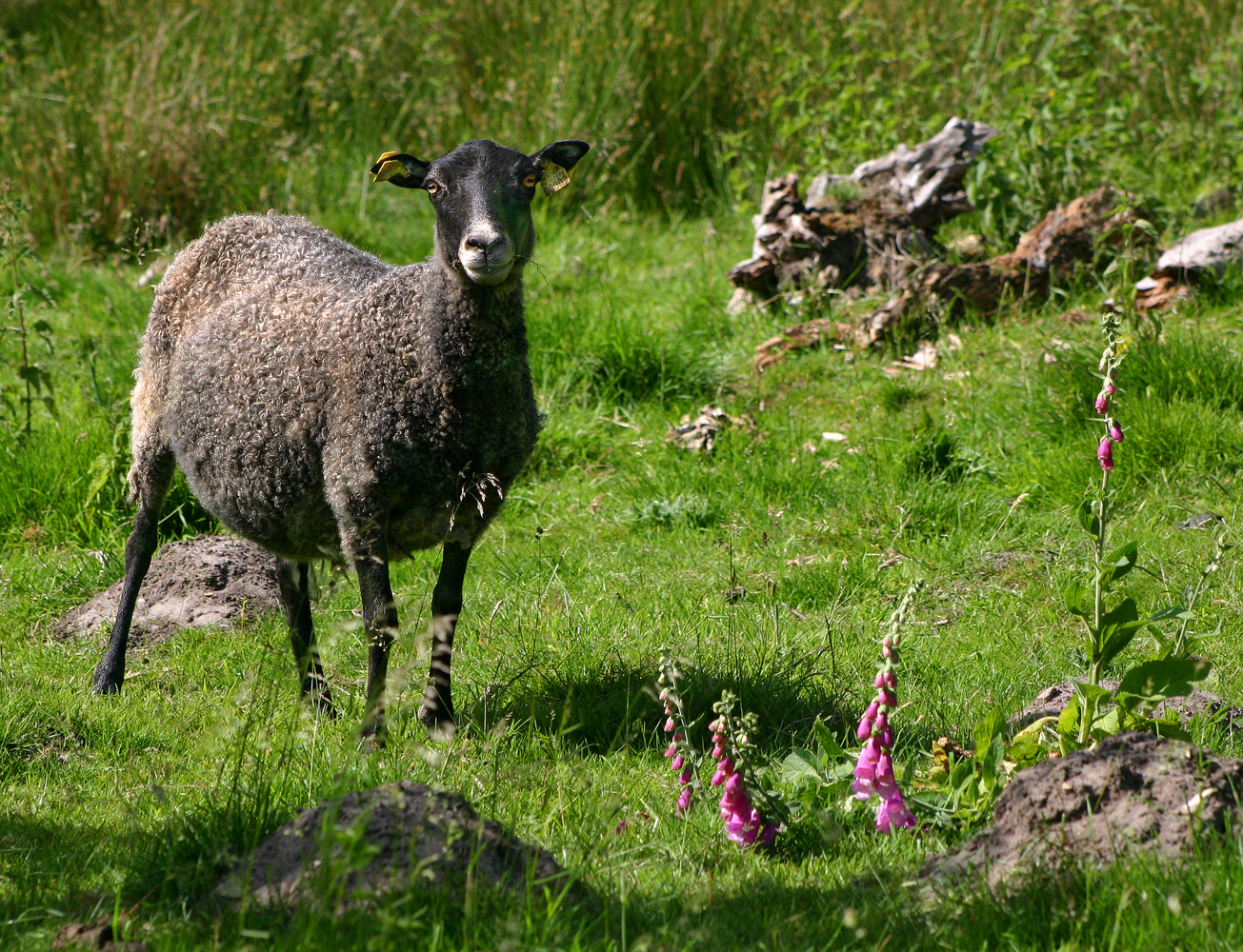
Pälsfårstacka

Pälsfår är en beteckning på fårraser som främst hålls för pälsproduktion.
Fårrasen gotlandsfår har tidigare ofta kallats pälsfår. Gotlandsfåret ska inte förväxlas med dess släkting gutefåret. Båda dessa fårraser har sitt ursprung i lantrasfåren på Gotland. Gotlandsfåret har ständigt förädlats fram mot en typ som ger finlockiga silvergrå skinn, mycket lämpade för plagg och hantverk. Den ger utöver skinn också utmärkt kött, medan ullen traditionellt har varit mindre betydande. Ullen kan dock ge vackert silvergrått garn. Gotlandsfåret är Sveriges vanligaste fårras.
Exempel på andra pälsfår är:
- Finullsfår
- Gotlandsfår
- Karakul
- Leicester
- Romanov